# (14252) Audreymeyer
(14252) Audreymeyer (2000 AD64) – planetoida z grupy pasa głównego asteroid okrążająca Słońce w ciągu 3,41 lat w średniej odległości 2,26 j.a. Odkryta 4 stycznia 2000 roku.